# Џон Харвард
Џон Харвард (енгл. John Harvard; Лондон, 29. новембар 1607 — Бостон, 14. септембар 1638) био је британски свештеник у колонијалној Америци. У Кембриџу је основао Универзитет Харвард, који га сматра најпочашћенијим од својих оснивача — оних чији су напори и доприноси „осигурали трајност”.